# 夏の彼方へ
「夏の彼方へ」（なつのかなたへ）は、THE ALWAYSのシングル。1990年8月21日に、キングレコード / SEVEN SEASからリリースされた。

## 解説
オールウェイズからTHE ALWAYSに改名後の第一弾シングルで、作詞を浜田省吾が手がけており、メンバーの姫野達也が浜田のツアーメンバーを務めた縁で実現した。
キングレコード / SEVEN SEASからリリースされた最後のシングルとなり、1992年に東芝EMI / TM FACTORYに移籍した。

## 収録曲
| 全作曲: 姫野達也、全編曲: THE ALWAYS & 西込加久見。 |                            |                   |            |      |
| #                                                   | タイトル                   | 作詞              | 作曲・編曲 | 時間 |
| 1.                                                  | 「夏の彼方へ」(SINGLE MIX) | 安部俊幸 浜田省吾 | 姫野達也   | 3:23 |
| 2.                                                  | 「SPINNING AROUND」        | 安部俊幸          | 姫野達也   | 4:14 |
| 合計時間:                                           | 合計時間:                  | 合計時間:         | 7:37       |      |

## 参加ミュージシャン

### THE ALWAYS
- 風祭東：Bass & Chorus
- 姫野達也：A.Guitar, Keyboard & Vocal
- 上田雅利：Drums & Chorus
- 安部俊幸：A. & E.Guitar

## 収録アルバム
| 曲名       | 収録作品                                    | 発売日        | 規格品番   | 備考                             |
| ---------- | ------------------------------------------- | ------------- | ---------- | -------------------------------- |
| 夏の彼方へ | 『NEVER』                                   | 1990年9月21日 | KICS-45    | ALBUM MIXとして収録されている。  |
| 夏の彼方へ | 『Hi! Hi! Hi! オールウェイズがやって来る!』 | 1994年8月5日  | FKCL-30363 | SINGLE MIXとして収録されている。 |